# 大下昌之
大下 昌之（おおした まさゆき、2月19日 - ）は、日本の男性声優。広島県出身。東京俳優生活協同組合所属。

## 来歴
東日本大震災での声優の応援メッセージを聞いて号泣し、声の持つ力を実感して声優を目指し上京した。2018年、俳協ボイスアクターズスタジオ第53期生として入所し、働きながら演技を学び個性派声優を目指す。俳協ボイスアクターズスタジオに決めた理由は、期間が半年であり濃厚なレッスンが積めることと、日常生活に支障をきたさず全身全霊を傾けられると考えたからである。それまでの演技経験はゼロであり、レッスンは苦労の連続であったと語る。
2019年、東京俳優生活協同組合所属。

## 人物
趣味は落語、カラオケ、読書（太宰治）。スポーツとしては野球観戦（カープ）。特技は書道、料理。
免許、資格として普通自動車免許を所持。

## 出演

### テレビアニメ
2020年
- 名探偵コナン（2020年 - 2025年、男性、千鳥左足）
- GO!GO!アトム

2021年
- 遊☆戯☆王SEVENS（ゴーハ社幹部）
- MARS RED（三波中将）
- 半妖の夜叉姫（村長）

2022年
- ドラえもん（テレビ朝日版第2期）（2022年 - 2023年、歯科医、監督）
- 名探偵コナン ゼロの日常（客）
- シャドウバースF（店員）
- KJファイル（ニキータ・タルコフスキー博士 他）

2023年
- もういっぽん!
- アンデッドガール・マーダーファルス（ホーン）
- ポーション頼みで生き延びます!（侯爵）

2024年
- ぽんのみち（雀士）
- 終末トレインどこへいく?（Tシャツゾンビ、ゾンビ）
- 逃げ上手の若君
- 狼と香辛料 MERCHANT MEETS THE WISE WOLF（店主）
- 魔王軍最強の魔術師は人間だった（護衛隊長）

2025年
- ニンジャラ（ラクダの民）
- ウィッチウォッチ（ゲンさん）
- 追放者食堂へようこそ!（法官）

### 劇場アニメ
- STAND BY ME ドラえもん 2（2020年）
- 鹿の王 ユナと約束の旅（2022年）

### Webアニメ
- ライジングインパクト（2024年、オーナー）

### ゲーム
- さくらの雲*スカアレットの恋（2021年、中森[4]）
- 信長の野望 出陣（2023年-、長宗我部盛親、津軽為信）
- デッドライジング デラックスリマスター（2024年）

### 吹き替え

#### 映画
- 赤と白とロイヤルブルー
- 悪人伝（アン・ホボン班長〈ユ・スンモク〉[5]）
- オッペンハイマー（ヴァネヴァー・ブッシュ〈マシュー・モディーン〉[6]）
- 神さま聞いてる? これが私の生きる道?!（モリス・ビナモン〈ウィルバー・フィッツジェラルド〉[7]）
- キャプテン・アメリカ:ブレイブ・ニュー・ワールド（提督A[8]）
- 恋するプリテンダー（ロジャー〈ブライアン・ブラウン〉[9]）
- ジェニファー・ロペス: ハーフタイム
- スーパーマン（スーパーマンロボ[10]）
- スイッチング・プリンセス: もう一度スイッチ!
- スタントマン
- スペース・プレイヤーズ（歩く父親[11]）
- セガvs任天堂/Console Wars
- セプテンバー5
- テッド・バンディ（ローア）
- トリプル・スレット（老人 他）
- ナイル殺人事件
- 犯罪都市 PUNISHMENT（長官[12]）
- フライ・ミー・トゥ・ザ・ムーン[13]
- フリー・ガイ[14]
- ブルータリスト（レスリー・ウッドロウ〈ジョナサン・ハイド〉）
- ホワイト・ボイス（ラングストン〈ダニー・グローヴァー〉）
- Mr.ノボカイン（コルトレーン〈マット・ウォルシュ〉[15]）
- ミッション:インポッシブル/ファイナル・レコニング（信者1男[16]）
- レジェンド・オブ・ドラゴン 鉄仮面と龍の秘宝（大使〈ルトガー・ハウアー〉[17]）

#### ドラマ
- アレックス・ライダー
- 梨泰院クラス
- ヴィンチェンツォ[18]
- 埋もれる殺意 〜30年目の贖罪〜
- エミリー、パリへ行く
- クリープショー
- キングダム（ウォン・ユ）
- ザ・クラウン
- THE BAY 2 〜虚構の家族〜
- ジェイコブを守るため
- JAILERS/ジェイラーズ（ジュセリーノ）
- シュミガドーン!
- 私立探偵マグナム（ジェラード、シェフ、アール、ロト、警察無線）
- スイート・マグノリアス（コリンズ・リトルフィールド）
- スキャンダル 託された秘密（ガーソン・ズワイファク）
- ZeroZeroZero 宿命の麻薬航路
- 孫悟空の遊勇伝
- デッド・トゥ・ミー 〜さようならの裏に〜
- テッド・ラッソ:破天荒コーチがゆく
- トゥルー・ストーリー 〜嘘と真実〜
- TOP DOG -勝者の階段-
- ファントム・パピーズ
- BULL / ブル 法廷を操る男
- HOMELAND
- メモリアル病院の5日間
- リンカーン 殺人鬼ボーン・コレクターを追え!
- LUCIFER/ルシファー
- Lupin/ルパン
- 恋慕
- 私の国（パク・ムンボク〈イン・ギョジン〉）

#### テレビ番組
- アンブレイカブル・キミー・シュミット: キミーVS教祖
- 大坂なおみ
  - 「成功」
  - 「新たな地図」
- KonMari 〜“もっと”人生がときめく片づけの魔法〜
- バーティのハイテク・アドベンチャー（ベン・ウォリス）
- マイ・ラブ: 6つの愛の物語

#### アニメ
- アーケイン
- アダムス・ファミリー
- 陰謀論のオシゴト（グラシー・ノエル・アトキンソン）
- Qフォース
- スポンジ・ボブ（グリストラップ）
- シチリアを征服したクマ王国の物語（山[19]）
- セントラル・パーク（アンブローズ）
- 百妖譜（臣下、町の男）
- Helpsters 〜お助けモンスターズ〜
- 龍族 -The Blazing Dawn-（雑誌売りの男）

### ボイスオーバー
- 潜入!ロシア軍のすべて（艦長 他）

### テレビ番組
- ザ・ディレクソン

### ボイスドラマ
- 鬼の花嫁は喰べられたい（猪豚）

### デジタルコミック
- こっち向いて愛してる（2023年、高校の職員2、同級生1、校長、眼鏡のサラリーマン）[20]

### その他コンテンツ
- 直木賞作家×YOASOBI『はじめての』プロジェクトPV

### 初出話一覧
1. 1 2  第5話初出
2. 1 2  第6話初出
3. ↑  第7話初出
4. ↑  第19話初出
5. ↑  第9話初出
6. ↑  第153話初出
7. ↑  第4話初出